# De Administrando Imperio
De Administrando Imperio („Cu privire la administrarea Imperiului”) este titlul  traducerii în latină al unei lucrări scrise de către împăratul bizantin Constantin al VII-lea în limba greacă. Titlul original manuscrisului este Πρὸς τὸν ἴδιον υἱὸν Ρωμανόν  („Pentru propriul său fiu, Romanos”) și reprezintă un manual de politică internă și externă destinat instruirii fiului lui Constantin, viitorul împărat Romanos al II-lea.

## Contextul istoric
Constantin a fost un împărat erudit, care a căutat să încurajeze învățământul și instruirea în Imperiul Bizantin. El este autorul a numeroase alte lucrări,printre ele aflându-se De Ceremoniis, un tratat al etichetei și procedurilor curții imperiale și biografia tatălui său, Vasile I.  
De Administrando Imperio a fost scris între 948 - 952. Lucrarea conține sfaturi cu privire la conducerea imperiului multietnic și abordarea luptelor cu inamicii externi. Lucrarea este o sinteză a două tratate mai vechi ale împăratului „Despre Guvernarea Statului și a Diferitelor Națiuni” (Περί Διοικήσεως τοῦ Κράτους βιβλίον καί τῶν διαφόρων Έθνῶν), în care erau abordate istoria și caracteristicile națiunilor învecinate – popoarele turcice, pecenegii, rusii, arabii, longobarzii, armenii și georgienii – și „Despre Themele Estului și Vestului” (Περί θεμάτων Άνατολῆς καί Δύσεως, cunoscută și în traducerea latină De Thematibus), care privea evenimentele recente din provinciile imperiale (theme). La acestea două, împăratul Constantin a adăugat intrucțiuni politice pentru fiul său. 

## Conținut
Cartea este împărțită, așa cum se declară în prefață, în patru secțiuni: I) o cheie pentru politica externă în regiunile cele mai primejdioase și complicate ale scenei politice externe contemporane, regiunea nordicilor și sciților, II) o lecție de diplomația de urmat în relațiile cu națiunile din regiunile de mai înainte,  III) un studiu cuprinzător geografic și istoric al majorității națiunilor vecine și IV) un sumar al istoriei interne recente, a politicii și organizării imperiului. În ceea ce privește informațiile istorice și geografice, care sunt în general confuze și abundente în legende în alte surse, ele sunt considerate demne de încredere în cea mai mare parte în cazul lucrării lui Constantin al VII-lea. 
Tratatele istorice și cele de arhivă, pe care împăratul le-a inventariat în deceniul al cincilea al secolului al X-lea, sunt cuprinse în capitolele 12-40. Aceste tratate conțin sursele tradiționale și legendele cu privire la ocuparea în trecut a teritoriilor din jurul imperiului de către popoarele care le locuiau în timpul editării manuscrisului (sarazini, longobarzi, veneti, sârbi, croați, maghiari, pecenegi). Capitolele 1-8 și 10-12 explică politica imperială față de pecenegi și popoarele turcice.  Capitolul 13 este o privire generală a politicii externe din punctul de vedere al împăratului. Capitolele 43-46 tratează politica externă față de regiunile din nord-estul imperiului (Georgia și Armenia). Capitolele 49-52 tratează modul de asimilare și de taxare a noilor provincii imperiale, dar și probleme legate de administrația civilă și navală. Aceste ultime capitole împreună cu cel de-al 53-lea sunt gândite de Constantin ca un ghid practic pentru fiul său și cel mai probabil au fost adăugate în cursul anilor 951-952, pentru marcarea celei de-a 14-a aniversări a viitorului împărat Romanus al II-lea (952).

## Manuscrise și ediții tipărite
Cea mai timpurie copie care a ajuns până în zilele noastre, (P=codex Parisinus gr. 2009) a fost făcută de secretarul lui Ioan Ducas, Mihail, la sfârșitul secolului al XI-lea. Acest manuscris a fost copiat în 1509 de Antony Eparchus. Această copie (V=codex Vaticanus-Palatinus gr. 126) are adăugate o serie de note în limbile greacă și latină adăugate de cititori.  O a treia copie, (F=codex Parisinus gr.2967), este o copie a documentului V, care a fost începută de Eparchus și a fost termiată de Mihail Damascene. Copia  V nu este datată. Există și un al patrulea manuscris, o copie incompletă ( M=codex Mutinensis gr. 179), a manuscrisului P făcută de Andrea Darmari în 1560 – 1586.  Două manuscrise (P și F) se află în custodia  Biblioteca Națională a Franței din Paris, al treilea (V) se află la  Biblioteca Apostolică Vaticană, iar ultimul t (M) este păstrat în Modena. 
Textul original în limba greacă a fost publicat integral de șapte ori. Ediția princeps, care se baza pe manuscrisul V, a fost publicată în 1611 de către Johannes Meursius, el fiind cel care i-a dat titlul în latină sub care este cunoscută lucrarea în zilele noastre. Această ediție a fost republicată șase ani mai târziu fără nicio modificare. Următoarea ediție a fost publicată de Anselmo Banduri (1711) și este o copie comparată a primei ediții și a manuscrisului P. Ediția lui Banduri a fost retipărită de două ori în 1729 și 1864 (ultima cu o serie de corecții). 
Constantin nu a dat manuscrisului niciun titlu, preferând în schimb să folosească pentru început textul adresării standard: „ ΚΩΝΣΤΑΝΤΙΝΟΥ ΕΝ ΧΡΙΣΤΩΙ ΒΑΣΙΛΕΙ ΑΙΩΝΙΩΙ ΒΑΣΙΛΕΩΣ ΡΩΜΑΙΩΝ ΠΡΟΣ ΤΟΝ Ι∆ΙΟΝ ΥΙΟΝ ΡΩΜΑΝΟΝ ΤΟΝ ΘΕΟΣΤΕΦΗ ΚΑΙ ΠΟΡΦΥΡΟΓΕΝΝΗΤΟΝ ΒΑΣΙΛΕΑ (Constantin, întru Cristos Domnul Veșnic, împărat al romanilor, către propriul [său] fiu, împăratul Romanos, de Dumnezeu încoronat și născut în purpură)”.

## Limba
Constantin a folosit un limbaj îngrijit dar accesibil, ceva mai elaborat decât cel al Evangheliilor, ușor de înțeles pentru grecii educați ai zilelor noastre. Singurele probleme care le-ar ridica textul este legat de folosirea unor termeni tehnici de actualitate în vremurile împăratului, dar mai greu de înțeles de cititorul neavizat. De exemplu, Constantin descrie practica obișnuită de trimitere a basilikoí ( „imperiali”) în țările îndepărtate pentru negocieri – înțelesul modern ar fi „împuterniciți speciali ai împăratului”, ambasadori cu misiuni specifice. În prefața la lucrarea sa, Constantin a subliniat de altfel că a evitat cu bună știința expresiiile complicate sau „atticismele elevate” pentru ca textul sa fie „simplu precum cărarea bătută a vorbirii obișnuită de zi cu zi”, ușor de înțeles atât de fiul său cât și de înalții oficiali cu care acesta din urmă ar fi ales să împărtă învățăturile cuprinse în lucrare. De Administrando Imperio este poate textul cel mai apropiat de cel al funcționarilor care l ucrau la palatul imperial din Constantinopol în secolul al X-lea. 

## Interpretări
Deoarece De Administrando Imperio este una dintre foarte puținele surse de informații pentru istoria Balcanilor, textul său a fost analizat cu mare atenție de către istorici, care uneori s-au concentrat asupra doar a câtorva fraze
J. B. Bury în 1906, Gavro Manojlović în 1910 și Ljudmil Hauptmann în 1931- 1942 au publicat analize cuprinzătoare ale textului De Administrando Imperio. Cercetările lor au demonstrat că lucrarea este format dintr-o serie de texte care se concentrau pe subiecte specifice, scrise la distanță unul de altul. Lucrarea a fost reeditată de mai multe ori, ceea ce a făcut ca interpretările textelor rezultante să varieze uneori în mod semnificativ.
Relatările asemănătoare dar ușor diferite cu privire la sosirea croaților au cauzat numeroase probleme istoricilor încă din secolul al XIX-lea. Istoricul Barbara M. Kreutz a descris relatarea cu privire la implicarea Imperiului Bizantin în prăbușirea Emiratul de Bari în 871 drept un fals târziu